# HD39724
HD39724 — хімічно пекулярна зоря спектрального класу A0, що має видиму зоряну величину в смузі V приблизно  7,2.
Вона  розташована на відстані близько 856,1 світлових років від Сонця.

## Пекулярний хімічний вміст
Зоряна атмосфера HD39724 має підвищений вміст 
Si
.